# Rævehøj (Slots Bjergby)

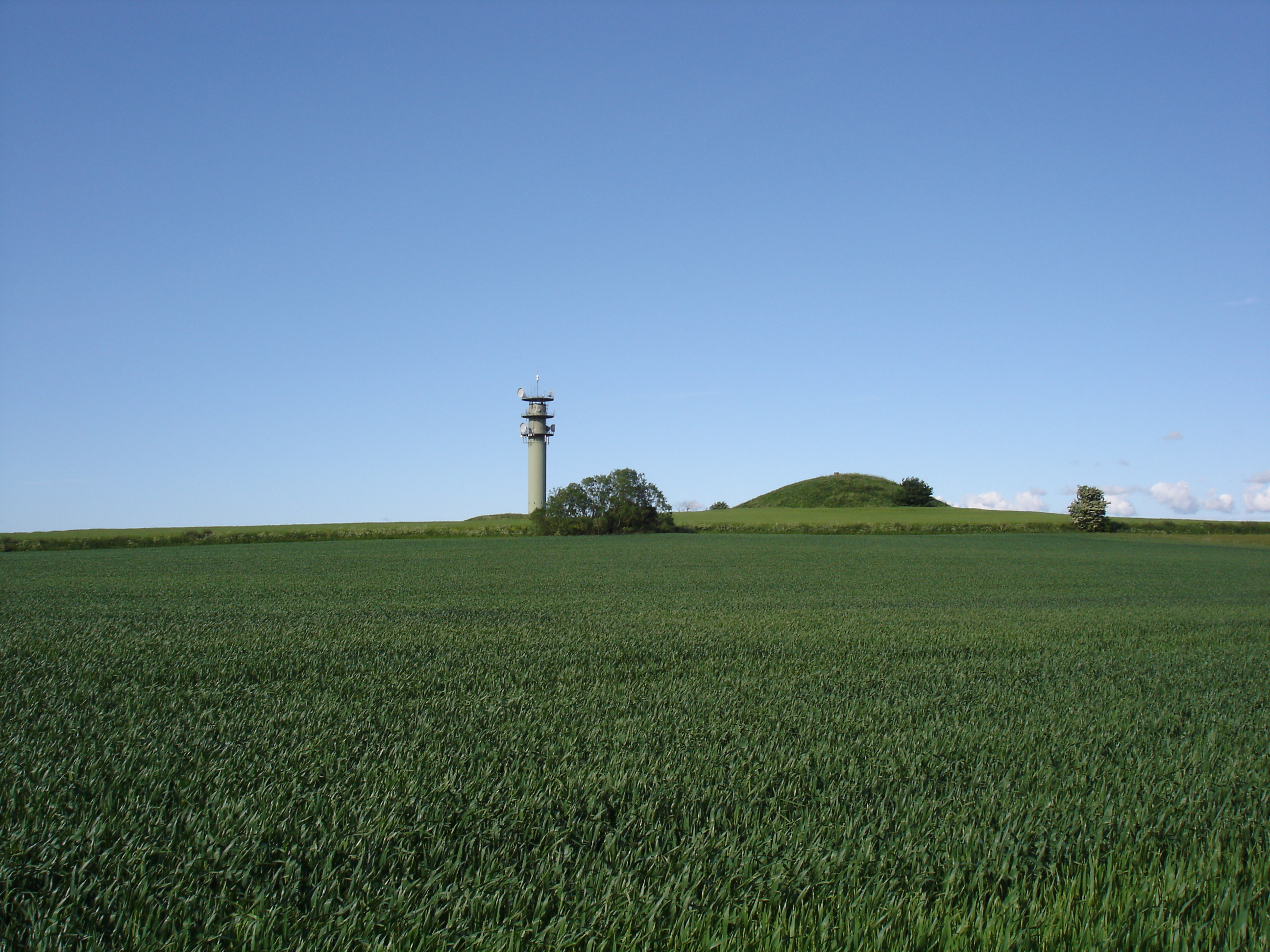
Slots Bjergby

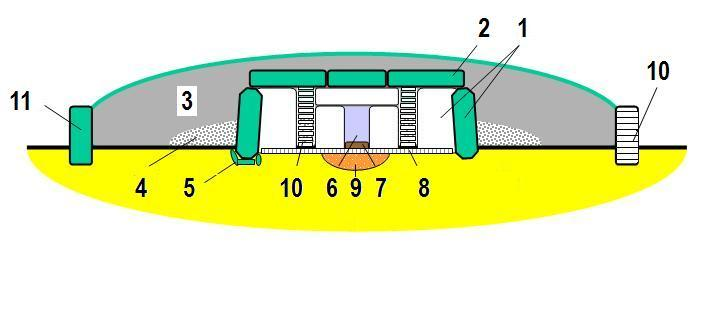
Schema Ganggrab (Querschnitt) 1=Trag-, 2= Deckstein, 3=Erdhügel, 4=Dichtung, 5=Verkeilsteine, 6=Zugang, 7= Schwellenstein. 8=Bodenplatten, 9=Unterbodendepots, 10=Zwischenmauerwerk 11=Randsteine

Der 1914 ausgegrabene, einsturzgefährdete Rævehøj bei Slots Bjergby (auch Gerlev Rævehøj oder Rævebanke, dänisch Jættestuen i Rævehøj ved Slotsbjergby genannt; deutsch Fuchshügel) ist eine Megalithanlage der Trichterbecherkultur (TBK), die zwischen 3500 und 2800 v. Chr. entstand. Das Ganggrab ist eine Bauform jungsteinzeitlicher Megalithanlagen, die aus einer Kammer und einem baulich abgesetzten, lateralen Gang besteht. Diese Form ist primär in Dänemark, Deutschland und Skandinavien, sowie vereinzelt in Frankreich und den Niederlanden zu finden.
Der Rævehøj liegt unweit von Slagelse auf der dänischen Insel Seeland. Neolithische Monumente sind Ausdruck der Kultur und Ideologie neolithischer Gesellschaften. Ihre Entstehung und Funktion gelten als Kennzeichen der sozialen Entwicklung.

## Beschreibung
Der 5,0 m hohe Rundhügel hat 35–40 m Durchmesser. Die Nord-Süd orientierte, ovale Kammer des Ganggrabes im Rævehøj ist auf der Südseite eingestürzt und wird durch eingezogene Stahlträger gestützt. Hier fehlt mindestens der südliche Erdstein. Erhalten sind das Trockenmauerwerk und alle 16 Trag- und fünf Decksteine der etwa 7,5 Meter langen und 1,4 bis 2,0 m breiten Kammer. Der Übergang vom Gang zur Kammer ist als Türsturz gestaltet, der in die Kammer vorspringt. Diese Anordnung ermöglicht die Auflage des Decksteins, der nur knapp auf dem Sturzstein aufliegt. Hier wird das Bestreben deutlich mit dem vorhandenen Material die größtmögliche Anlage zu errichten. Der über fünf Meter lange und 0,6 bis 0,9 m breite, etwas außermittige Gang hat acht Trag- und drei Decksteine (einer fehlt) sowie zwei Anschläge für Türplatten und zwei Schwellensteine. Der Boden des Ganggrabes ist beidseitig durch Trennsteine abgeteilt.

## Funde
Sechs Nadeln und ein Rohr aus Knochen, Sechs Dolche, drei Pfeilspitzen, drei Abschläge, zwei Messer, sowie je ein Meißel- und Axtfragment, alle aus Feuerstein. Drei Bernstein- und zwei Zahnperlen und eine Rollenkopfnadel aus Bronze. Vier Schalen und eine Schüssel sowie verschiedene Keramiken und ein Hängegefäß.